# نقل (دعاوة)
النقل من أساليب الدعاوة يقصد منه محاولة تحويل النظر وجعل الناظر يرى موضوعا ما بالصورة عينها التي يرى عليها موضوعا آخر، فيكونان سيين حتى إن مدح أحدهما مدح الآخر معه وإن هو ذم ذم. يكثر استعماله في السياسة وحين الحرب.

## وصلات خارجية
- Transfer - Propaganda Techniques